# Maddie Ziegler
Madison Nicole Ziegler (30 september, 2002), beter bekend als Maddie Ziegler, is een Amerikaanse danseres, actrice en model.

## Dans
Ziegler werd bekend om haar deelname van 2011 tot 2016 aan de populaire Amerikaanse reality-serie Dance Moms samen met haar moeder Melissa Gisoni en haar jongere zusje Mackenzie Ziegler. In die serie was ze de favoriet van danscoach Abby Lee Miller.
In 2014 danste Ziegler in de veelbesproken videoclip Chandelier van Sia. Daarna volgden er meer videoclips met Sia zoals Elastic Heart met acteur Shia LaBeouf en The Greatest. De video's zijn meer dan 3,8 miljard keer bekeken op YouTube.
Samen met haar zusje Mackenzie heeft ze getourd met Sia.
Ziegler heeft gejureerd in So You Think You Can Dance: The Next Generation.

## Film
Ziegler acteerde in films als The Book of Henry en heeft stemmen ingesproken voor bijvoorbeeld de film Ballerina.
Ze heeft meegedaan aan de film The Fallout die ze speelt samen met Jenna Ortega.

## Modellenwerk
Ze heeft modellenwerk gedaan in advertenties voor merken als Capezio, Polo by Ralph Lauren en Target

## Boeken
Er zijn meerdere boeken uitgebracht van Ziegler:
- 2017 - The Maddie Diaries -autobiografie, New York Times Best Seller[1]
- 2017 - The Audition - deel 1 van trilogie[2][3][4]
- 2018 - The Callback - deel 2 van trilogie[5]
- 2019 - The Competition - deel 3 van trilogie[6]

## Sociale media
Ziegler is populair op sociale media; op Instagram heeft ze bijna 14 miljoen volgers.

## Filmografie
- Alexx Calise - Cry (2012), videoclip
- Mack Z - It's a Girl Party (2014), videoclip
- Sia - Chandelier (2014), videoclip
- Todrick Hall - Freaks Like Me (2014), videoclip
- Mack Z - Shine (2014), videoclip
- Sia - Elastic Heart (2015), videoclip
- Sia - Big Girls Cry (2015), videoclip
- Sia - Cheap Thrills (2016), videoclip
- Todrick Hall - Taylor in Wonderland (2016), videoclip
- Sia - The Greatest (2016), videoclip
- Ballerina (2016, animatiefilm), - Camille Le Haut, stemrol
- The Book of Henry (2017, film) - Christina Sickleman
- LSD ft. Sia, Diplo, Labrinth - Audio (2018), videoclip
- LSD ft. Sia, Diplo, Labrinth - Thunderclouds (2018), videoclip
- LSD ft. Sia, Diplo, Labrinth - No New Friends (2019), videoclip
- Benny Blanco ft. Juice Wrld - Graduation (2019), videoclip
- Sia - Together (2020), videoclip
- Music - Music Gamble (2021), film
- To All the Boys: P.S. I Still Love You (2020, film) - cheerleader
- West Side Story (2021, film) - Velma
- The Fallout (2021, film) - Mia Reed
- Fitting In (2023, film) - Lindy
- My Old Ass (2024, film) - Ruthie